# Bernd Clüver
Bernd Gerhard Clüver (* 10. April 1948 in Hildesheim; † 28. Juli 2011 in Palma, Spanien) war ein deutscher Schlagersänger.

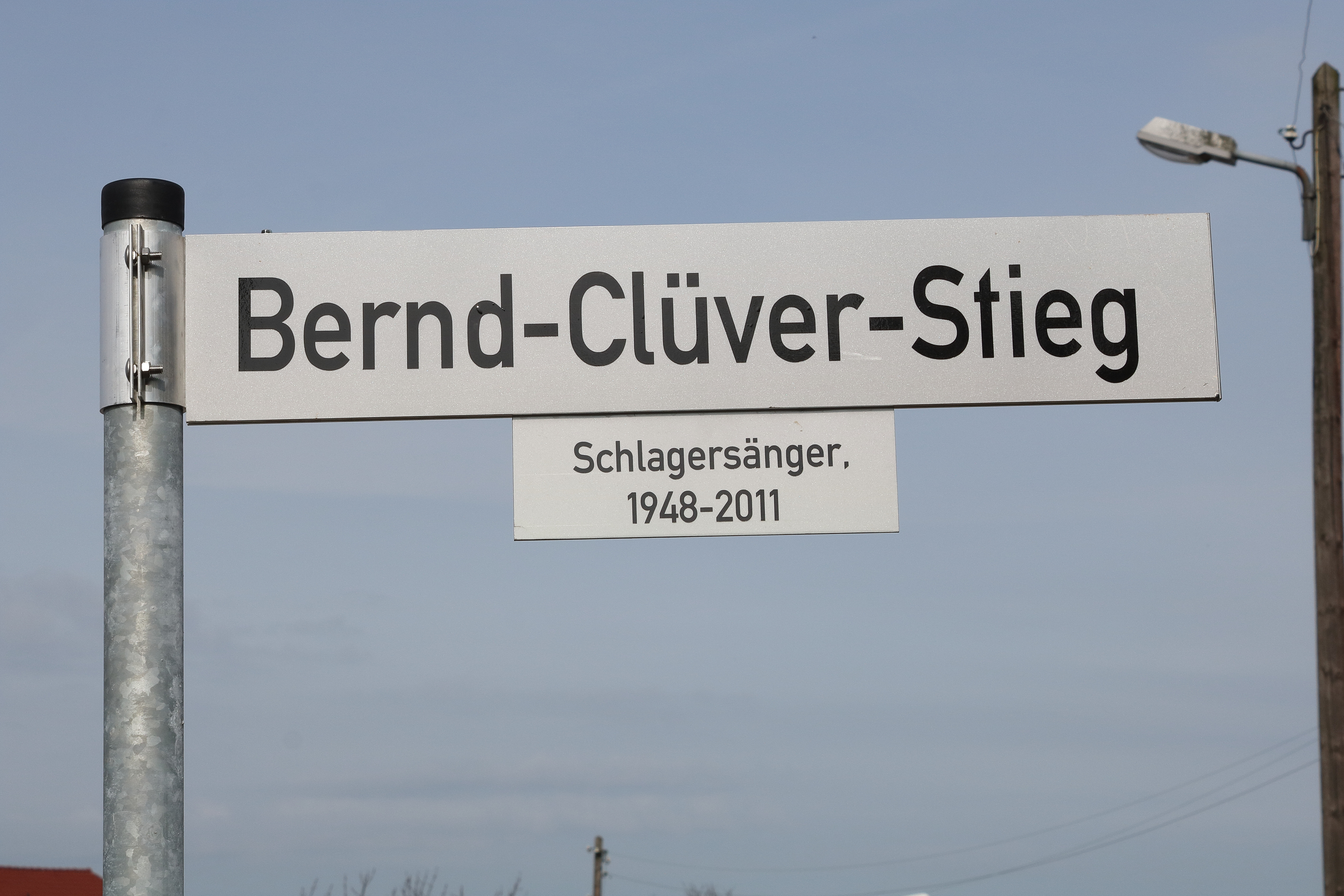
Straßenschild Bernd-Clüver-Stieg, Hildesheim

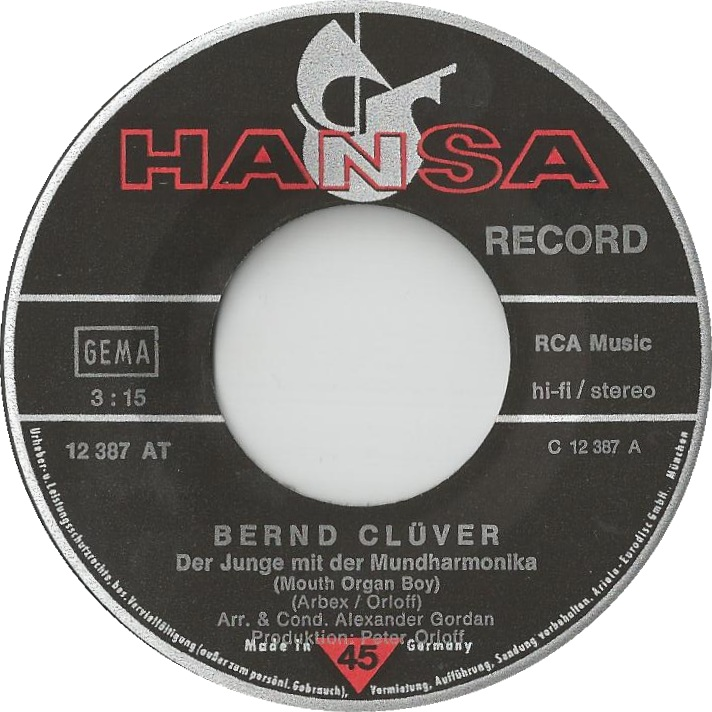
Hansa 12 387 AT Bernd Clüver Der Junge mit der Mundharmonika

## Biografie
Bernd Clüver studierte nach dem Abitur und der Bundeswehrzeit fünf Semester Rechtswissenschaft an der Universität Heidelberg. Zu dieser Zeit widmete er sich bereits der Musik.

### Künstlerisches Wirken
Seine Karriere als Sänger begann beim Talentschuppen auf der Funkausstellung 1971 in Berlin. Im September 1971 folgte ein Plattenvertrag beim Label Hansa. Mit dem Titel Sie kommt wieder trat er im Mai 1972 erstmals in der ZDF-Hitparade auf.
Am 20. Januar 1973 stellte er dort – gemanagt von Klaus-Peter Schulenberg – das Lied Der Junge mit der Mundharmonika vor, mit dem ihm sein erster Nummer-eins-Hit gelang. Es handelte sich um die deutsche Coverversion des spanischen Nummer-eins-Hits El chico de la armónica von Micky vom März 1972, der in seiner deutschen Version nach Veröffentlichung im Februar 1973 über 500.000 Mal verkauft wurde. Bis 1974 verkaufte sich die Single über eine Million Mal in Deutschland sowie zwei Millionen Mal weltweit.
Mit Der kleine Prinz hatte er im gleichen Jahr einen zweiten Nummer-eins-Erfolg in den deutschen Verkaufshitparaden, der sich hierzulande wie sein Vorgänger eine Million Mal verkaufte. Beide Singles stammen aus der Feder von Peter Orloff und zählen zu den meistverkauften Schlagern sowie insgesamt zu den meistverkauften Singles in Deutschland. Mit beiden Songs war er auch in einigen Nachbarländern sehr erfolgreich. Danach folgten zwei weitere Top-10-Hits: Bevor du einschläfst und Das Tor zum Garten der Träume. Auf dem Höhepunkt seiner Karriere spielte er 1974 auch die männliche Hauptrolle in dem letzten, wenig erfolgreichen Schlagerfilm Zwei im siebenten Himmel. Bis 1979 konnte er noch vier weitere Lieder in den Verkaufslisten platzieren.
Aufmerksamkeit erregte Clüver im Oktober 1976 durch die Veröffentlichung der Single Mike und sein Freund, eine Coverversion des Rubettes-Titels Under One Roof. Erstmals sang ein deutscher Schlagersänger über Homosexualität. Obwohl das Lied in den deutschen Charts bis auf Rang 44 stieg, durfte er damit weder in der ZDF-Hitparade noch in der Sendung disco auftreten. Vielmehr musste der Sänger „landauf, landab in Interviews versichern, daß er nicht ‚so‘ sei.“
Zusammen mit Marion Maerz sang Clüver 1979 im Duett Schau mal herein, die deutsche Coverversion von Stumblin’ In, geschrieben von Peter Orloff.
Clüver beteiligte sich auch zweimal an deutschen Vorentscheidungen zum Eurovision Song Contest: 1983 wurde er mit dem von Dieter Bohlen geschriebenen Titel Mit 17 Dritter und 1985 mit Der Wind von Palermo Fünfter.
Insgesamt verkaufte er über 10 Millionen Tonträger, hatte über 5000 Auftritte auf europäischen Bühnen und gewann zahlreiche Preise. Neben seiner Arbeit als Schlagersänger hatte er auch Erfolg als Rundfunkmoderator, unter anderem beim Südwestfunk Baden-Baden. Er war auch für sich und andere Künstler als Texter tätig.
Insgesamt veröffentlichte er 17 Studioalben (zunächst auf dem Label Hansa, ab 1990 auf Bellaphon, ab 1993 beim Label Global Records (Vertrieb: Sony BMG) und ab 2002 beim eigenen Label mit Namen Phenomenia Records). Das einzige Studioalbum, das Clüver auf seinem eigenen Label veröffentlichte, erschien im Januar 2006 und hieß Offen & Ehrlich.

### Familie
In erster Ehe war Clüver mit dem Model Ute Kittelberger verheiratet und wohnte in Mannheim. Später lebte er mit seiner zweiten Frau Anja Hörnich, Miss Germany 1986/87 und Queen of Europe 1987, bei Llucmajor auf Mallorca und in Westerstede. Das Paar wurde 2011 geschieden.
Clüver starb am 28. Juli 2011 im Alter von 63 Jahren an den Folgen schwerer Verletzungen, die er sich beim Sturz von einer Treppe in der Ortschaft Illetes auf Mallorca zugezogen hatte. Am 19. August 2011 wurde seine Urne in der Nordsee beigesetzt.

## Auszeichnungen
- Bravo Otto
  - 1973: „Silber“ in der Kategorie „Beliebtester Sänger“
  - 1974: „Silber“ in der Kategorie „Beliebtester Sänger“
- Goldene Stimmgabel
  - 1981, 1985, 1991
- Goldene Europa
  - 1973: für „Förderungswürdigster Nachwuchskünstler“
  - 1974: für „Beliebtester Interpret“
- Löwe von Radio Luxemburg
  - 1973: „Gold“ für das Lied „Der Junge mit der Mundharmonika“
  - 1974: „Gold“ für das Lied „Der Kleine Prinz“
  - 1974: „Bronze“ für das Lied „Das Tor zum Garten der Träume“
- Platin-Schallplatte
  - für 1.000.000 verkaufte Exemplare von „Das goldene Herz (für Kinder) – Die Superhitparade“[4]
- Goldene Schallplatte
  - für 1.000.000 verkaufte Exemplare von „Der Junge mit der Mundharmonika“ in Deutschland (Single) – weltweit 2 Millionen Mal verkauft[4]
  - für 1.000.000 verkaufte Exemplare von „Der kleine Prinz“ in Deutschland[4]
  - für 250.000 verkaufte Exemplare von „Der Junge mit der Mundharmonika“ in Deutschland (Album) – weltweit 500.000 Mal verkauft[4][9]
- Sonstige
  - 1973: „Goldene Hansa-Kogge“ als erfolgreichster Interpret der Schallplattenfirma HANSA
  - 1973: „Musikpoll“ (Vorläufer des „Echo“) als erfolgreichster Sänger
  - 1973: Ehrenring der Zeitschrift Musikinformation als beliebtester Sänger
  - 1993: „Schlagerdiamant“ – Deutscher Schlagerpreis von NDR 1 Welle Nord
  - 2002: Charivari-„Schlagerherz“
  - „Goldene Mundharmonika“ von den Hohner-Werken für 500.000 verkaufte Singles Der Junge mit der Mundharmonika
  - „Goldenes Mikrophon“
  - „Goldene CD“ als Autor für Königin der Nacht (Interpret: Peter Orloff)

## Ehrungen
Der Ortsrat Nordstadt der Stadt Hildesheim benannte im November 2023 einen Weg zum Volksfestplatz nach Bernd Clüver.